# Luis Rosales
Luis Rosales Camacho (Granada, 31 de mayo de 1910-Madrid, 24 de octubre de 1992) fue un poeta y ensayista español de la generación de 1936. Miembro de la Real Academia Española y de la Hispanic Society of America desde 1962, obtuvo el Premio Cervantes en 1982 por el conjunto de su obra literaria.

## Biografía
Nació en Granada en 1910, en el seno de una familia muy conservadora. Sus inicios en la formación literaria están relacionados con el entorno de artistas de la revista Gallo (aunque él nunca llegara a publicar en ella), cuyos componentes —Enrique Gómez Arboleya, Manuel López Banús, Joaquín Amigo y Federico García Lorca, entre otros—, se convertirán en grandes amigos suyos. En 1930, tras un par de publicaciones en la revista vanguardista Granada Gráfica, realiza su primera lectura poética en el Centro Artístico, Literario y Científico de Granada, que fue considerado un éxito —hizo eco la prensa granadina, y a partir de entonces sus intervenciones en esta institución fueron numerosas—; meses después, comienza sus estudios de Filosofía y Derecho en la Universidad de Granada. 
En 1932 se trasladó a Madrid para continuar sus estudios de Filología, obteniendo el doctorado. Allí comienza su amistad con Pedro Salinas y Jorge Guillén, los cuales lo introducen en Los Cuatro Vientos, considerada como la última revista colectiva del grupo de poetas de la Generación del 27. En el segundo número de dicha revista, en abril de 1933, colaboran los grandes intelectuales de la época como Miguel de Unamuno, Benjamín Jarnés, Manuel Altolaguirre, María Zambrano, Luis Felipe Vivanco, Leopoldo Vivanco, Claudio de la Torre, Vicente Aleixandre, Antonio Marichalar, Jaime Torres Bodet y Rainer María Rilke; y el mismo Rosales publica sus primeros poemas: Égloga del sueño y Oda del ansia.
Continuó su actividad literaria en Cruz y Raya, revista dirigida por José Bergamín. También publica sus versos en Vértice y en Caballo Verde para la Poesía, revista dirigida por Pablo Neruda en la que salían asimismo poemas de otros escritores como Vicente Aleixandre o Miguel Hernández. En la capital de España conoció a los Panero (Juan y Leopoldo) y a Luis Felipe Vivanco, compañeros de la que se denominará después Generación del 36 (o de la Guerra), de la que también forma parte Dionisio Ridruejo, y cuyos ejes comunes, además de su afinidad y camaradería, fueron su catolicismo intimista y su conservadurismo en lo social.
En agosto de 1936, recién iniciada la guerra civil española, Ramón Ruiz Alonso, que era miembro de la CEDA, arresta a Federico García Lorca. El poeta se había refugiado en la casa de los Rosales, creyendo así ponerse a salvo de represalias, ya que en esa familia había destacados miembros falangistas. Luis Rosales no pudo evitar su arresto y posterior ejecución a pesar de la amistad que tenía con Lorca y su posición dentro de la derecha granadina. Apenas unos días después sería asesinado Joaquín Amigo, catedrático de filosofía y miembro de los intelectuales creadores de la revista Gallo y muy cercano de ambos. En este caso, Joaquín Amigo fue asesinado por los republicanos, lanzándolo por el Tajo de Ronda, mientras estaba destinado en dicha localidad malagueña como catedrático de instituto. Esas dos muertes marcan la vida, tanto personal como literaria, de Rosales, en cuya obra —tanto en Un rostro en cada ola como en su inacabado Nueva York después de muerto, y en otros muchos escritos, tanto poéticos como de ensayo— se reflejan las influencias de ambos amigos.
En 1937 publica en el diario Patria de Granada, el poema «La voz de los muertos», probablemente uno de los más importantes escritos durante la guerra civil, elegía a todas las víctimas de ambos bandos, en el que quedan fuera cualquier expresión de triunfalismo o exaltación. A partir de ese mismo año Rosales colabora en la revista falangista Jerarquía. Colaboró también en el diario Arriba España y en la revista Escorial. Fue secretario de redacción y director de Cuadernos Hispanoamericanos. A partir de 1978 dirigió Nueva Estafeta, revista única en su época por incorporar entre sus colaboraciones obras escritas en las distintas lenguas de España (castellano, catalán, euskera o gallego). Ideológicamente fue evolucionando desde las ideas autoritarias de su juventud hacia posiciones democráticas en su madurez.
A finales de 1949 y comienzos de 1950, participó de la "misión poética" con los poetas Antonio Zubiaurre, Leopoldo Panero y el embajador Agustín de Foxá, que recorrió diferentes países iberoamericanos (entre otros Honduras) previo al restablecimiento de relaciones diplomáticas entre estos países y el régimen de Franco. En 1962 ingresó en la Hispanic Society of America y en la Real Academia Española, aunque no leyó su discurso de ingreso, Pasión y muerte del Conde de Villamediana, hasta 1964.
Miembro del Consejo Privado del Conde de Barcelona, apostó activamente, alentando a las izquierdas y derechas por unirse y apoyar la restauración de la monarquía en España (primero con este y posteriormente con Juan Carlos de Borbón).
Aunque residía en Madrid desde 1968, pasaba los veranos en Cercedilla, época en la que escribía sus libros de poesía. 
En 1970 fue nombrado asesor del director del Instituto de Cultura Hispánica y en 1973, director del Departamento de Actividades Culturales de dicho Instituto.
En 1982 recibió el Premio Cervantes, el galardón literario más importante en lengua castellana.
Entre 1986 y 1992 colaboró de manera periódica con el diario ABC, bien escribiendo en una columna o publicando en el suplemento semanal Blanco y Negro. Los temas de los escritos en dicho medio eran principalmente la música, la pintura y la literatura. Entre sus aportaciones figuraron «La originalidad de la segunda parte del Quijote», «Un modelo de teatro», «Historia de un soneto» (escrito este en diferentes partes), «El libro de los gorriones», «Rafael Alberti o la libertad poética», «La temporalidad de Antonio Machado», «La hora del cubismo», «La contemplación creadora» (sobre Picasso) y «La herida del cante jondo», entre otros muchos.
El 28 de octubre de 1988, en el Salón de los Espejos del Ayuntamiento de Málaga, pronunció la conferencia Y de pronto, Picasso.
Falleció a los 82 años el 24 de octubre de 1992 en la antigua clínica Puerta de Hierro de Madrid tras sufrir un embolismo cerebral.

## Obra
Abril (1935), publicado inmediatamente antes del estallido de la guerra civil española, enlaza con el estilo de la poesía de la generación anterior por su búsqueda estética y por la importancia de las imágenes, aunque sin pretensiones vanguardistas. Al igual que algunos poetas del 27, hay en esta obra de juventud un gusto por las estrofas clásicas y, en general, por la poesía del Siglo de Oro, en concreto Garcilaso y Herrera. No obstante, su principal innovación es la combinación de la temática amoroso-religiosa.
Su obra siguiente, La mejor reina de España. Figuración en prosa y verso (1939), escrita en colaboración con L.F. Vivanco, es un ensayo con temática muy propia de la época, imbuida por la ideología falangista y rememorando glorias pasadas. En 1941 aparece El contenido del corazón, de tono clásico y amoroso.
En 1949 publica la primera versión de La casa encendida, considerada por la crítica su mejor obra. El libro lo fue rehaciendo y ampliando hasta producir una nueva versión, publicada en 1967. Algo parecido sucedió con su primera obra, Abril, que fue corregida y aumentada con nuevos poemas y publicada de nuevo en 1972 con el título Segundo Abril, casi 40 años después de su primera edición. La casa encendida es un poema-libro –escrito en verso libre sin estrofas– donde Rosales entremezcla lirismo y narración, existencialismo e imaginación, racionalidad e irracionalidad, dando inicio a una nueva poética personal que incorpora recursos de César Vallejo y de Antonio Machado.

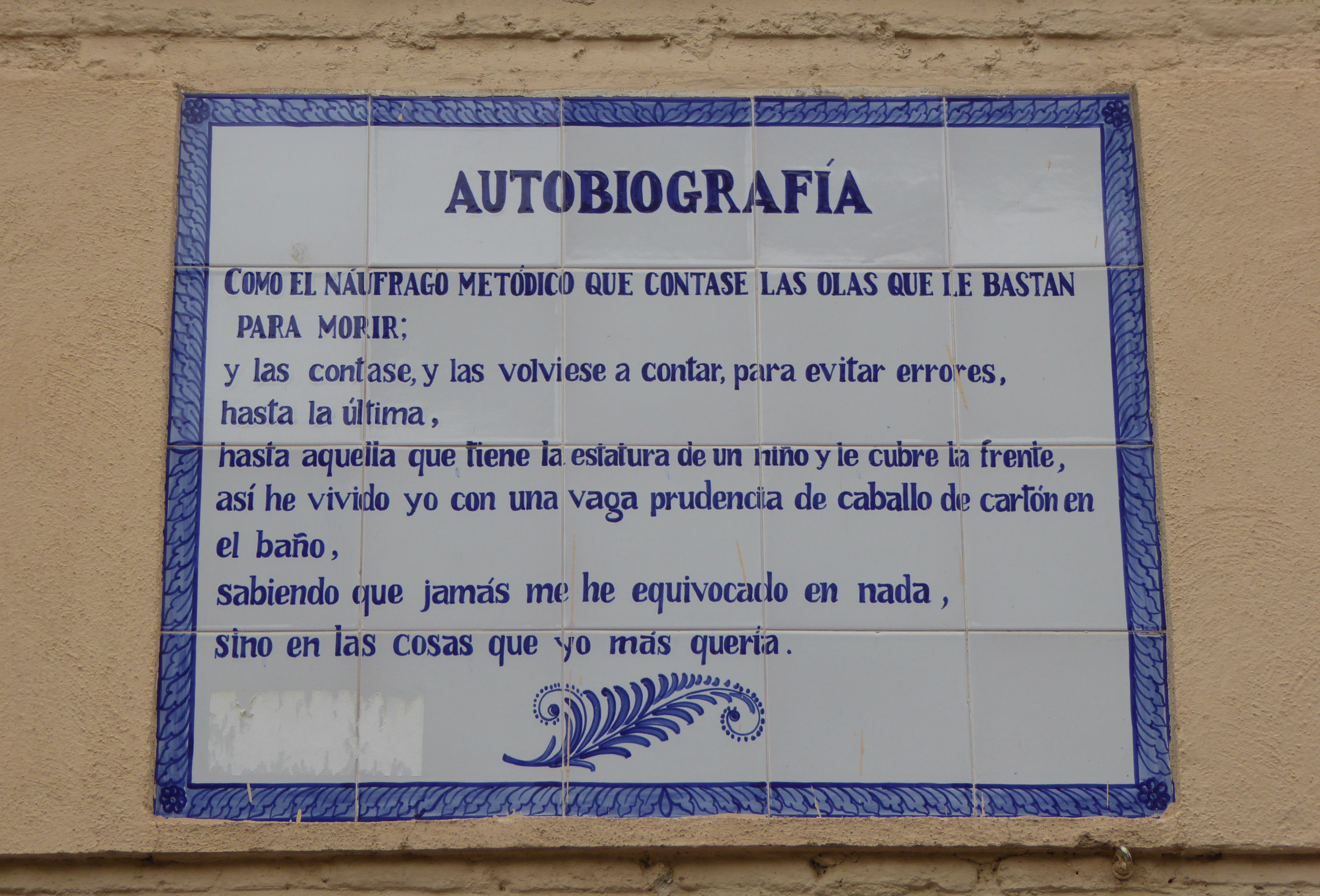
Poema: Autobiografía, de Luis Rosales. Rimas, 1951

Entre 1937 y 1951 trabajó en el libro Rimas (1951), donde explora con el poema corto, demostrando su gran versatilidad y dominio técnico. Entre sus ensayos destacan Cervantes y la libertad (1960) y Pasión y muerte del Conde de Villamediana (1962). Sus últimas obras, más autobiográficas y desengañadas, mantienen la unión de lo lírico y lo narrativo, con hallazgos surrealistas ya presentes en La casa encendida.
En 1966 publica El sentimiento del desengaño en la poesía barroca, y tres años después El contenido del corazón por el cual en 1970 obtiene el Premio de la Crítica. En 1972 publica Teoría de la libertad y Lírica española, cuyo ensayo Garcilaso, Camoens y la lírica española del Siglo de Oro obtiene el Premio Miguel de Unamuno. En 1973 se publicó el Gran Diccionario Enciclopédico Ilustrado del Reader's Digest en ocho volúmenes, cuyo grupo de colaboradores españoles dirigió y que tuvo una segunda edición posterior en doce volúmenes.
La Editorial Trotta ha publicado su Obra completa en seis tomos, y Félix Grande, que fue discípulo y amigo de Rosales, preparó la antología Porque la muerte no interrumpe nada, con selección y prólogo suyo, que apareció en la Biblioteca Sibila en 2010. Grande escribió también el ensayo La calumnia. De cómo a Luis Rosales, por defender a Federico García Lorca, lo persiguieron hasta la muerte (Mondadori, 1987). Con la Edición de Luis García Montero, la Colección Visor de Poesía publica El naufrago metódico, antología (Madrid, 2005).

## Estilo poético
La obra de Luis Rosales, que abarca todo el periodo histórico de la posguerra, fue evolucionando desde un clasicismo a un estilo propio cercano al vanguardismo surrealista. Se suelen distinguir dos etapas en su obra, una más preocupada por cuestiones estéticas, cercana al clasicismo garcilasista, y otra posterior de experimentación vanguardista. Ambas se funden en La casa encendida, donde la estética ya no supone una preocupación, sino el ejercicio de técnicas que ya domina.
A grandes rasgos, el estilo literario de Rosales se caracteriza por:
- El dominio de la técnica poética.
- La construcción del poema bajo presupuestos de sencillez espiritual y sentimental.
- El dominio y facilidad de uso del verso rimado o libre, según le convenga al tono del poema o al tema tratado.
- La ausencia de adjetivos, resaltando la sustancia de las cosas.

En cuanto al contenido, se ha hablado de la poesía de Rosales como la «poesía de lo cotidiano». El amor aparece en toda su obra de forma sosegada y tranquila, así como la memoria y el recuerdo. El periodo de posguerra se caracteriza, además, por el sentimiento religioso.

## Premios
- Premio Nacional de Poesía 1951
- Premio Mariano de Cavia 1962
- Premio de la Crítica 1970 por El contenido del corazón
- Premio Miguel de Unamuno 1972
- Premio Nacional de Ensayo 1973
- Premio José Lacalle 1975
- Premio Internacional de Poesía Ciudad de Melilla 1981
- Premio Cátedra de Poesía Fray Luis de León-Ciudad de Salamanca 1982
- Premio Cervantes 1982
- Medalla de honor de la Fundación Rodríguez Acosta (1986)

## Obra completa
Editorial Trotta ha publicado su Obra completa:
1. Poesía {ISBN 978-84-8164-113-4}
2. Cervantes y la libertad {ISBN 978-84-8164-131-8}
3. Estudios sobre el Barroco {ISBN 978-84-8164-153-0}
4. Ensayos de filosofía y literatura {ISBN 978-84-8164-206-3}
5. La obra poética del conde de Salinas {ISBN 978-84-8164-236-0}
6. La mirada creadora. Pintura, música y otros temas {ISBN 978-84-8164-274-2}

| Predecesor: Octavio Paz          | Premio Miguel de Cervantes 1982                          | Sucesor: Rafael Alberti     |
| Predecesor: Ramón Pérez de Ayala | Académico de la Real Academia Española Silla C 1964-1992 | Sucesor: Luis Goytisolo Gay |